# Unsere liebe Frau vom Karneval
Unsere liebe Frau vom Karneval ist eine frühe Erzählung von Gertrud von le Fort, die 1975 postum im Verlag der Arche in Zürich erschien. Sie rankt sich um ein im Volksmund Unsere Liebe Frau vom Karneval genanntes Marienbild in Venedig. Während des Karnevals entsteigt Unsere Liebe Frau diesem Gemälde in der Kirche Santa Maria dei Miracoli, nimmt – mit einer kleinen Gesichtsmaske – an einem Maskenball teil und bringt ein ungleiches Paar zusammen.

## Inhalt

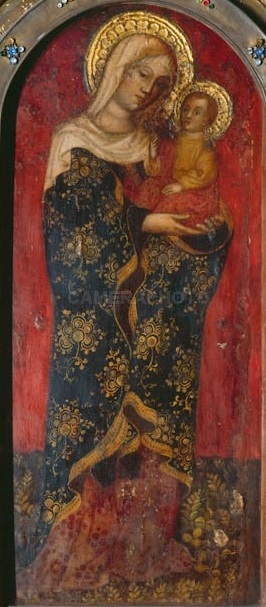
Marienbild in der Kirche Santa Maria dei Miracoli

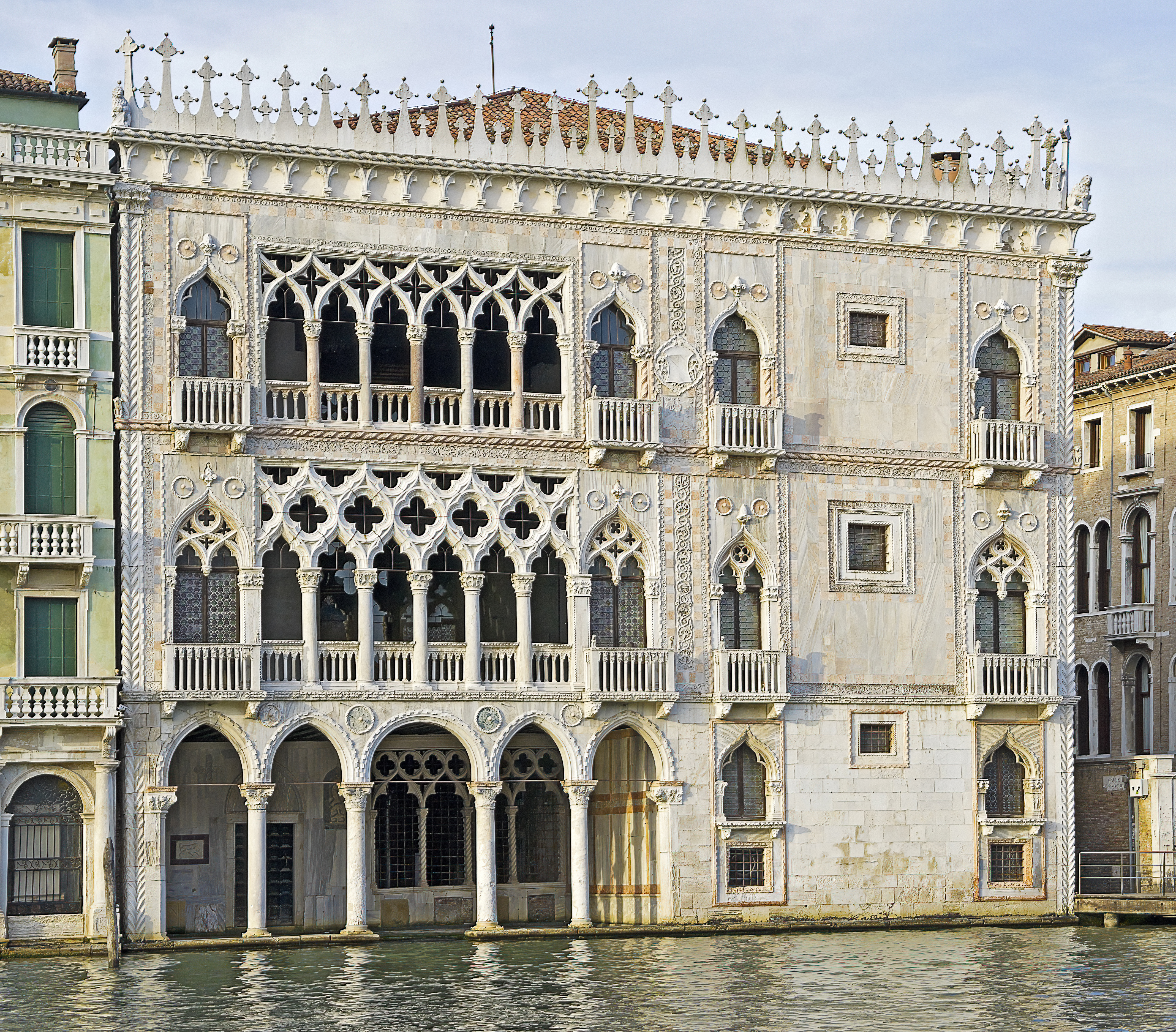
Casa d’Oro, Schauplatz des Maskenballs

In Zeiten Martin Luthers und Johannes Calvins muss auch die angebliche Gottlosigkeit in Venedig bekämpft werden. Das Heilige Offizium, also die Inquisition, schickt den Jesuitenpater Giacopone, um das Leben des ausschweifenden Pompeo Doro wieder in die rechte Bahn zu lenken. Die Herren von der Inquisition haben auch schon ein Mittel parat. Der Pater aus Rom, erfahren in der stillen Intrige, soll die Verlobung Pompeos mit der lieblichen Rosabella Loredan bewerkstelligen. Die Halbwaise Rosabella ist jedoch für das von den Oberen gewünschte Vorhaben zu fromm. Sie bedrängt Pompeo mit Bekehrungsversuchen. Der Pater, der auf den raschen Erfolg aus ist, nimmt daher die verführerische Lelia Vendramin als Werkzeug, Pompeo in die Ehe zu führen. Pompeo und Lelia stürzen sich ins Vergnügen.
Die junge Rosabella, diesem Karnevalstreiben abhold, betet vor dem Bild der Mutter Gottes und erfleht inständig künftiges Eheglück: „Mache nun Du, daß er mir und nicht Lelia Vendramin anhängt.“ Rosabella schläft vor dem Marienbild ein. Unsere Liebe Frau entsteigt dem Bild, tritt aus der Kirche und begibt sich in einer Gondel zur Casa Doro. Die Karneval Feiernden im Palast nehmen das Madonnenkostüm als einen frivolen Scherz des Gastgebers Pompeo. Pompeo selbst findet beim Tanz zunehmend Gefallen am Liebreiz der schönen Maske, will nichts mehr von den Verführungskünsten Lelia Vendramins wissen und fühlt sich immer mehr zur nicht anwesenden Rosabella hingezogen, weiß aber nicht warum. Anwesende maskierte Kleriker empören sich wegen der augenscheinlichen Blasphemie. Ein Komplott gegen die fremde Maske ist rasch geschmiedet. Als die Missgünstigen gegen sie vorgehen wollen, zieht Pompeo den Degen und ficht gegen die Vordringenden. Einer der Geistlichen will der Mutter Gottes die kleine schwarze Seidenmaske entreißen, doch die fremde Besucherin entschwindet in einer bald zerfließenden Lichtwolke. Nur die kleine schwarze Gesichtsmaske bleibt an einem Säulenfuß liegen. Die Inquisition wagt fortan nicht, gegen Pompeo, der die Mutter Gottes so standhaft beschützt hat, vorzugehen. Rosabella Loredan heiratet Pompeo Doro. Unsere Liebe Frau vom Karneval hat geholfen.

## Anmerkung
1. ↑  1896 war Gertrud von le Fort von Venedig beeindruckt (Meyerhofer, S. 32). Nach dem Sichten des Nachlasses nimmt Eleonore von La Chevallerie (* 30. September 1926 in Gumbinnen; † 14. November 2004 in Ehningen) ein Entstehungsjahr kurz vor 1909 an (Verwendete Ausgabe, S. 57).